# Деспот Баџовић
Деспот Баџовић (Крушево, 1850 — Владичин Хан, 30. новембар 1932) био је српски просветни и национални радник и револуционар у Старој Србији и Македонији у последњој четвртини 19. века.

## Биографија
Родио се 1850. у Крушеву у мијачкој породици. Школовао се шездесетих година на другом одељењу Београдске богословије. Године 1873. постао је учитељ у Битољској патријаршијској школи.
Године 1874. пише и издаје Буквар за српско-македонске основне школе. Написан на македонском наречју, за српске школе. Након Српско-турског рата 1876. године заједно са Тодором Станковићем из Ниша, Костом Шуменковићем из Охрид протестује пред Цариградском конференцијом због укључивања готово целе Старе Србије и Македоније у Санстефанску Бугарску. За време другог Српско-турског рата заједно са Тодором Станковићем, Милошем Милојевићем, архимандритом Савом Дечанцем, Аксентијем Хаџиарсићем, Костом Шуменковићем и Глигоријем Чемерикићем формира Нишки комитет, револуционарно друштво које је имало задатак да олакша надирање српске војске активним деловањем у турској позадини. Године 1878. долази у Србију, где из Врања и Београда наставља борбу за српски утицај и културу у Старој Србији и Македонији. Као одговор на пројекат Санстефанске Бугарске пише памфлет Којој словенској грани припадају Словени у Горњој Албанији и у Македонији којим се труди да докаже да су словенски дијалекти данашње Северне Македоније и Северне Грчке у ствари наречја српског језика. Године 1885. издаје национално-политички памфлет Искрена реч Србо-Македонцима.